# Plumipalpia tripunctata
Plumipalpia tripunctata är en fjärilsart som beskrevs av Bethune-Baker 1908. Plumipalpia tripunctata ingår i släktet Plumipalpia och familjen nattflyn. Inga underarter finns listade i Catalogue of Life.